# Saison 8 du Disney Parade
Chronologie
Saison 7 Saison 9
Voici le détail de la huitième saison de l'émission Disney Parade diffusée sur TF1 du 3 septembre 1995 au 25 août 1996.

## Animateurs et Fiche technique

### Les Animateurs
Tout au long de son existence l’émission a eu de manière quasi-ininterrompue deux animateurs. Ce tandem fille/garçon reposait au cours de cette saison sur :
- Jean-Pierre Foucault
- Séverine Clair

### Fiche de l'émission
- Réalisation : Laurent Villevielle
- Production : Gérard Louvin
- Société de production : Buena Vista Television

## Courts-métrages classiques diffusés
- Donald Duck
- Dingo
- Pluto
- Silly Symphonies

### Liste des courts-métrages classiques
Les dessins animés de l’émission étaient annoncés dans la rubrique Télé Disney du Journal de Mickey.
Voici une liste non exhaustive de ces derniers :
- Un extrait de Rox et Rouky et La Roulotte de Donald (émission du 3 septembre 1995)
- Le magasin de porcelaine (émission du 17 septembre 1995)
- Un dessin animé de Donald (émission du 24 septembre 1995)
- Le Sang-froid de Donald (émission du 8 octobre 1995)
- Jazz band contre symphonie land (émission du 15 octobre 1995)
- Les Revenants solitaires (émission du 22 octobre 1995)
- Gai gai gai baignons-nous (émission du 29 octobre 1995)
- Deux extraits de Pocahontas (émission du 5 novembre 1995)
- Donald fait son beurre (émission du 12 novembre 1995)
- Double Dribble (émission du 19 novembre 1995)
- Donald est de sortie (émission du 26 novembre 1995)
- La Souris volante (émission du 3 décembre 1995)
- Mickey Magicien (émission du 10 décembre 1995)
- Un dessin animé avec Mickey (émission du 17 décembre 1995)
- Dingo Architecte (émission du 24 décembre 1995)
- Chasse gardée (émission du 31 décembre 1995)
- Donald blagueur (émission du 7 janvier 1996)
- Déboires sans boire (émission du 14 janvier 1996)[1]
- Voix de rêve(émission du 21 janvier 1996)
- Dingo fait de la gymnastique (émission du 4 février 1996)
- L'Ange gardien de Donald(émission du 18 février 1996)
- Le bébé de l'océan (émission du 25 février 1996)
- Petit Toot (émission du 3 mars 1996)
- Tends la patte (émission du 10 mars 1996)
- L'histoire d'Anyburg (émission du 17 mars 1996)
- Un extrait de La Belle au bois dormant (émission du 14 avril 1996)
- De l'autre côté du miroir (émission du 21 avril 1996)
- L'ours attrape (émission du 28 avril 1996)
- Le Pingouin de Donald (émission du 5 mai 1996)
- Un dessin animé No dumping (émission du 12 mai 1996)
- Casey contre attaque (émission du 19 mai 1996)
- Mickey bienfaiteur (émission du 26 mai 1996)
- Land of Symphony (émission du 9 juin 1996)
- Trois extraits de Dingo et Max (émission du 23 juin 1996)
- Deux extraits des 101 Dalmatiens (émission du 30 juin 1996)
- Deux extrait de Peter Pan (émission du 7 juillet 1996)
- Un dessin animé avec Mickey (émission du 28 juillet 1996)
- Donald joue au golf (émission du 4 août 1996)
- Comment être un bon nageur (émission du 11 août 1996)
- Un dessin animé avec Mickey (émission du 18 août 1996)
- Une petite poule avisée (émission du 25 août 1996)

## Le Monde Merveilleux de Walt Disney
Le contenu du Monde merveilleux de Walt Disney était annoncé dans la rubrique Télé Disney du Journal de Mickey.
Voici une liste non exhaustive de ces derniers :

### Liste des épisodes de séries
- L'épisode L'arme secrète de Le gang des justiciers (émission du 3 septembre 1995)
- Première partie de Spooner (émission du 10 septembre 1995)
- Seconde partie de Spooner (émission du 17 septembre 1995)
- Un épisode de Deux pères et demi (émission du 24 septembre 1995)
- Un épisode de 42 minutes et 27 secondes avec Donald : Donald une étoile de canard (émission du 1er octobre 1995)
- Première partie de Parfaite harmonie (émission du 8 octobre 1995)
- Seconde partie de Parfaite harmonie (émission du 15 octobre 1995)
- Première partie de Un cerveau artificiel (émission du 22 octobre 1995), remake de L'Ordinateur en folie (1969)
- Seconde partie de Un cerveau artificiel (émission du 29 octobre 1995)
- On s'envole avec Disney (émission du 5 novembre 1995)
- Première partie de Un chien peut en cacher un autre (émission du 12 novembre 1995)
- Seconde partie de Un chien peut en cacher un autre (émission du 19 novembre 1995)
- Première partie de Comment épouser sa prof quand on a 14 ans (émission du 26 novembre 1995)
- Seconde partie de Comment épouser sa prof quand on a 14 ans (émission du 3 décembre 1995)
- Première partie de Une maman pour noël (émission du 10 décembre 1995)
- Seconde partie de Une maman pour noël (émission du 17 décembre 1995)
- Un nouveau Noël Disney  (émission du 24 décembre 1995)
- Première partie de L'intrépide Chevalier Millard (émission du 31 décembre 1995)
- Seconde partie de L'intrépide Chevalier Millard (émission du 7 janvier 1996)
- Première partie de La voltige des boites à chapeaux (émission du 14 janvier 1996)
- Seconde partie de La voltige des boîtes à chapeaux (émission du 21 janvier 1996)
- Première partie de Le mystère de la montagne ensorcelée (émission du 28 janvier 1996)
- Seconde partie de Le mystère de la montagne ensorcelé  (émission du 4 février 1996)
- Première partie de Un vendredi de folie (émission du 11 février 1996[2]), remake du film Un vendredi dingue, dingue, dingue (1976)
- Seconde partie de Un vendredi de folie (émission du 18 février 1996[3]), remake du film Un vendredi dingue, dingue, dingue (1976)
- Première partie de Jack le montagnard (émission du 25 février 1996)
- Seconde partie de Jack le montagnard (émission du 3 mars 1996)
- Troisième partie de Jack le Montagnard (émission du 10 mars 1996)
- Tel père tel fils (émission du 17 mars 1996)
- Super grand-père (émission du 24 mars 1996)
- Première partie de Opération Mildred (émission du 14 avril 1996)
- Seconde partie de Opération Mildred (émission du 21 avril 1996[4])
- Première partie de Une nouvelle vie (émission du 28 avril 1996)
- Seconde partie de Une nouvelle vie (émission du 5 mai 1996)
- Première partie de Haut comme le ciel (émission du 12 mai 1996)
- Seconde partie de Haut comme le ciel (émission du 19 mai 1996)
- Troisième partie de Haut comme le ciel (émission du 26 mai 1996)
- 45 minutes et 58 secondes d'un Joyeux anniversaire Donald (émission du 9 juin 1996)
- Un épisode de Un vrai petit génie (émission du 23 juin 1996)
- Un épisode de Un vrai petit génie (émission du 30 juin 1996)
- L'épisode Faussaire et compagnie de Un vrai petit génie (émission du 7 juillet 1996)
- L'épisode L'énigme du Golden Rail Express de Un vrai petit génie (émission du 14 juillet 1996)
- Un épisode de Un vrai petit génie (émission du 21 juillet 1996)
- Un épisode de Un vrai petit génie (émission du 28 juillet 1996)
- L'épisode Le manoir hanté de Un vrai petit génie (émission du 4 août 1996)
- L'épisode Le retour de Morlwagget de Un vrai petit génie (émission du 11 août 1996[5])
- Un épisode de Un vrai petit génie (émission du 18 août 1996)
- L'épisode Rien ne va plus de Un vrai petit génie (émission du 25 août 1996)

## Thèmes et reportages des émissions
- Le décor des Mad Tea Party (émission du dimanche 3 septembre 1995)
- Le décor du Temple du Péril (émission du dimanche 10 septembre 1995)
- Le décor de It's a Small World (émission du 17 septembre 1995
- Le décor du Les Épices Enchantées avec Dimitri Rougeul et Michel Elias  (émission du dimanche 1er octobre 1995)
- Le café Hypérion de Vidéopolis (émission du 15 octobre 1995)
- Le décor Les Mystères du Nautilus (émission du 22 octobre 1995)
- Le décor d'Adventurland  (émission du 29 octobre 1995)
- Le décor d'Adventure Isle (émission du dimanche 5 novembre 1995)
- Le décor de Fort Comstock (émission du dimanche 12 novembre 1995)
- Le décor de Phantom Manor (émission du dimanche 26 novembre 1995)
- Le décor du Fantasyland (émission du dimanche 3 septembre 1995)
- Le décor des Pirouettes du Vieux Moulin (émission du dimanche 10 décembre 1995)
- Le décor des boutiques du Château (émission du dimanche 17 décembre 1995)
- Le décor de  Main Street Station (émission du dimanche 24 décembre 1995)
- Le décor de Gibson Girl Ice Cream Parlour (émission du dimanche 31 décembre 1995)
- Le décor de Townsquare (émission du dimanche 7 janvier 1996)
- Le décor de Pirates of the Caribbean (émission du dimanche 14 janvier 1996)
- Le décor de Liberty Arcade' (émission du dimanche 28 janvier 1996)
- Le décor de Skull Rock (émission du dimanche 4 février 1996)
- Le décor de l'Auberge de Cendrillon (émission du dimanche 11 février 1996)
- Le décor de l'extérieur de Phantom Manor (émission du dimanche 18 février 1996)
- Le décor du Wild West Show (émission du dimanche 25 février 1996)
- Le décor du Visionarium (émission du dimanche 3 mars 1996)
- Le décor du Col. W.F. Cody's Saloon (émission du dimanche 10 mars 1996)
- Le décor du Blue Lagoon (émission du dimanche 17 mars 1996)
- Le décor du Carrousel et la présence de Roger Carrel (émission du dimanche 14 avril 1996)
- Le décor des allées d'Adventurland et de Fantasyland (émission du dimanche 21 avril 1996)
- Le décor du Blue Lagoon (émission du dimanche 28 avril 1996)
- Le décor du Pont des Robinsons (émission du dimanche 12 mai 1996)
- Le décor du Critter Coral (émission du dimanche 19 mai 1996)
- Le décor de l'Arbre des Robinsons (émission du dimanche 26 mai 1996)
- Le décor de It's a Small World After All (émission du dimanche 9 juin 1996)
- Le décor des allées de Fantasyland (émission du dimanche 23 juin 1996)
- Le décor du Pays des Comptes de Fée (émission du dimanche 7 juillet 1996)
- Le décor des allées de Fantasyland (émission du dimanche 14 juillet 1996)
- Le décor des véhicules de Maint Street (émission du dimanche 25 août 1996)